# Bruzgi (stacja kolejowa)
Bruzgi (biał. Брузгі, ros. Брузги) – stacja kolejowa w miejscowości Bruzgi, w rejonie grodzieńskim, w obwodzie grodzieńskim, na Białorusi. Leży na linii Grodno – Bruzgi i jest ostatnią stacją przed granicą z Polską.